# Huchabasavanahalli, Tumkur
Huchabasavanahalli là một làng thuộc tehsil Tumkur, huyện Tumkur, bang Karnataka, Ấn Độ.